# Södra Råda gamla kyrka
Södra Råda gamla kyrka var en kyrkobyggnad i Södra Råda församling (sedan 2006 Amnehärads församling) i Skara stift. Kyrkan låg nordost om centralorten i Gullspångs kommun. 

## Historia
Genom årsringsdatering har man belagt att kyrkbygget på näset mellan sjöarna Vänern och Skagern startade på 1310-talet. Man vet att kyrkan stod klar senast år 1323, då de äldsta konstverken i kyrkan målades. Kyrkans välbevarade medeltida målningar från 1323 respektive 1494, gjorde kyrkan känd i hela världen. 
Församlingen i Södra Råda besöktes 1849 av folklivsforskaren Nils Månsson Mandelgren. Han var på resa i Sverige för sitt stora bokverk ”Monuments scandinaves”. Då han erfor att man skulle riva kyrkan erbjöd han sig att köpa den. 1859 lyckades det Mandelgren att få staten att inköpa kyrkan för tvåtusen riksdaler silvermynt. 1860 överlämnades kyrkan till Vitterhetsakademien.
Kyrkan var en av Sveriges äldsta bevarade träkyrkor och började byggas på 1310-talet. Den var byggd i furu och utvändigt täckt av tjärad spånpanel. Den förstördes helt av brand strax före klockan 02.30 natten till den 12 november 2001.
Invändigt återfanns några av de mest spektakulära medeltidsmålningarna i Norden, och det fanns planer på att föreslå kyrkan som världsarv. Hela det inre kyrkorummet var täckt från golv till tak med målningar, företrädesvis med bibliska motiv. Kyrkan betraktades allmänt som en av Sveriges förnämsta medeltida byggnader.

## Branden
Natten till 12 november 2001 brann kyrkan ned fullständigt. Konstverk och hantverk gick förlorade. En polisutredning visade att branden var anlagd och den skyldige erkände i september 2003 mordbranden. Redan kort efter förstörelsen beslutades att man skulle försöka rekonstruera kyrkan genom Södra Råda-projektet.

## Kyrkobyggnaden
Den ursprungliga kyrkan bestod av ett relativt kort men brett långhus samt ett långsmalt kor med intilliggande sakristia i norr. Ett yngre vapenhus var uppfört vid västra gaveln. Tidigare hade kyrkan haft sin huvudingången på den södra långhusväggen. Rester efter denna port återfanns vid reparation 1913. Kyrkan var uppförd på en låg stengrund. Den bärande stommen i kyrkans väggar utgjordes av liggande timmerstockar vars ytter- och innersidor bilats plana. Hörnen var knutade men med raka blad utan laxar. Både väggar och tak var på yttersidan täckta av träspån. På nordsida av koret fanns en smal sakristia av samma ålder som resten av byggnaden. Vid kyrkans västra ingång fanns ett vapenhus, tillbyggt på 1600-talet. Taket och väggarna var spånklädda.
Av de ursprungliga fönstren fanns ett bevarat i sakristians östvägg. Även i korets östvägg har det funnits ett ursprungligt fönster vilket i senare tid täckts på utsidan. Sannolikt har även långhusets södra vägg haft ett eller två mindre fönster men här hade under senare tid större fönsteröppningar upptagits varvid alla spår efter eventuella medeltida fönsterposter försvunnit. Inga fönster har existerat i väster och norr.

## Målningarna

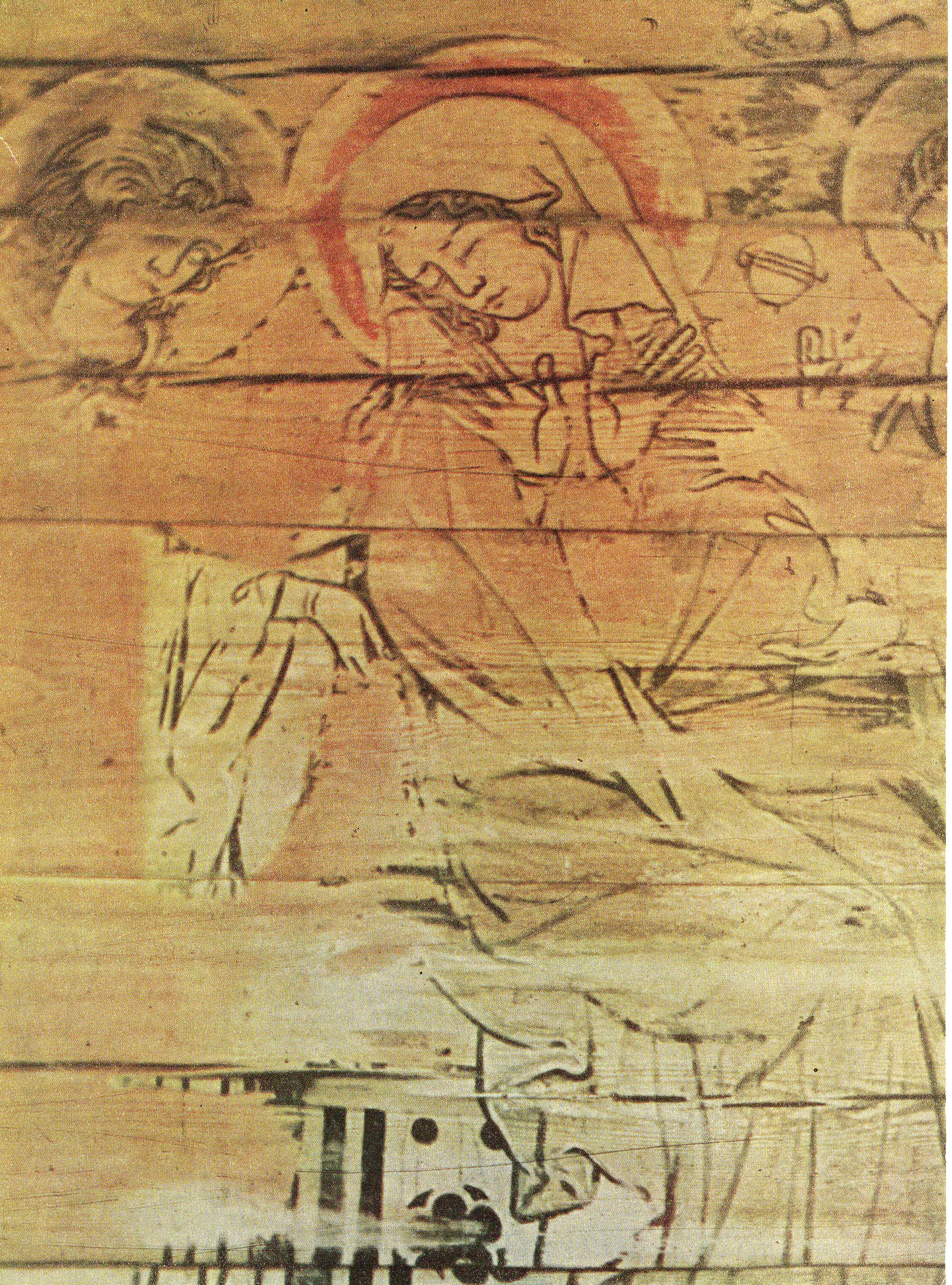
Detalj av väggmålning.

Alla väggarna inne i kyrkan var täckta av målningar, också taket. Målningarna i långhuset var målade av Mäster Amund, bland annat en svit om Kristi lidande på långhusets norra vägg. Vid utgången fanns målningar som berättade dödssynderna och skärselden.
De äldsta målningarna från 1323 fanns i koret. Livliga och utsmyckade med målad arkitektur uttryckte de en då ny och modern kontinental stil. Vem som målade dessa är inte känt.

## Kyrkogården
Som avgränsning mellan kyrkogård och allmän mark finns i Södra Råda en timrad, rödmålad hägnad, så kallad kyrkbalk. Denna träinhägnad underhålls av socknens gårdar i förhållande till deras storlek. 1730 beslöts att kyrkobalkarna skulle göras ”med enkel vägg med furustockar och tak på”.  
Kyrkogården hade innan branden inte använts som begravningsplats på länge. I kyrkans vapenhus förvarades dock ett antal järnkors från 1700-talet vilka en gång stått ute på kyrkogården. 
Kyrkan hade en fristående klockstapel men denna revs kort efter 1856 och klockorna flyttades till den nya kyrkans torn. Den forna klockstapeln hade en timrad kärna, klädd med bräder och överst försedd med spåntäckt huv på vilken satt en järnspira från 1718.  

## Utgrävningar och rekonstruktion
Riksantikvarieämbetet startade under första halvan av 2002 ett projekt, kallat Södra Rådaprojektet i syfte att lära ut mer om livet i det medeltida Södra Råda, och även rekonstruera kyrkan.
Arkeologiska undersökningar bekräftade år 2004 det man länge misstänkt, nämligen att det funnits en äldre stavkyrka på platsen, innan Södra Råda byggdes på 1300-talet.
En rekonstruktion av kyrkan påbörjades 2007.